# Lambertus Dominicus Storm
Lambertus Dominicus Storm ('s-Hertogenbosch, 25 maart 1792 - 's-Gravenhage, 3 juni 1859) was een Nederlands politicus en Thorbeckiaans Tweede Kamerlid.
Storm was een katholieke medestander en vriend van Thorbecke, die naast hem in de kamerbankjes zat en wiens lastige zoon hij enige tijd in huis nam. Hij behoorde tot de 'Negenmannen' van 1844, die met een voorstel tot grondwetsherziening kwamen. Hij was burgemeester van Breda tot de Aprilbeweging van 1853. Hij bestreed in 1859 in de Tweede Kamer vurig de levering van een uitsluitend uit Limburgers bestaand regiment cavaleristen aan de Duitse Bond en overleed tijdens het uitspreken van een redevoering.

## Tweede Kamer
| Periode           | Periode           |
| ----------------- | ----------------- |
| 13 februari 1849  | 19 augustus 1850  |
| 7 oktober 1850    | 10 mei 1852       |
| 11 juli 1852      | 19 september 1852 |
| 20 september 1852 | 25 april 1853     |
| 27 juni 1853      | 16 september 1856 |
| 17 september 1856 | 3 juni 1859       |

Sebastiaan Hendrik Anemaet ·
Edmond Willem van Dam van Isselt ·
Schelto van Heemstra ·
Jacobus Mattheüs de Kempenaer ·
Lodewijk Caspar Luzac ·
Jacob Hendrik van Rechteren van Appeltern ·
Lambertus Dominicus Storm ·
Johan Rudolph Thorbecke ·
Berend Wichers
- Biografisch Portaal: 17266300
- Digitale Bibliotheek voor de Nederlandse Letteren: stor018
- International Standard Name Identifier: 0000 0003 9323 5898
- Nederlandse Thesaurus van Auteursnamen: 16863919X
- Parlement.com: vg09ll9lg5zq
- Virtual International Authority File: 287512291
- WorldCat: E39PBJxmFPfhCxCXRPkr7WtkDq